# Acrocera minuscula
Acrocera minuscula är en tvåvingeart som först beskrevs av Seguy 1934.  Acrocera minuscula ingår i släktet Acrocera och familjen kulflugor.
Artens utbredningsområde är Spanien. Inga underarter finns listade i Catalogue of Life.